# Petey and Ginger - A Testament to the Awesomeness of Mankind
|  | Denne artikel er oprettet af botten PalnaBot ud fra en ekstern database. Den kan derfor have sproglige fejl eller mangler. Denne skabelon kan fjernes efter kontrol af indholdet. |

Petey og Ginger - og finanskrisen i Amerika er en dokumentarfilm instrueret af Ada Bligaard Søby efter manuskript af Ada Bligaard Søby, Dunja Gry Jensen.

## Handling
Når den globale økonomi kollapser er de eneste vindere dem, der ikke var inviteret til forbrugsfesten. Petey arbejder i et pornolager, hvor han pakker og sender pornofilm og dildoer til kunder i hele verden. Ginger lægger tarotkort på en bar og spår mennesker ramt af den globale finanskrise. De er placeret på hver sin amerikanske kyst, og begge er de venner af instruktøren. Deres historier udfoldes fra barndommen til nu, hvor de er midt i 30'erne. Filmen beskriver, hvordan det er at befinde sig i et nutidigt amerikanske samfund, hvor personlige drømme står side om side med en tilsyneladende håbløs fremtid i et land, økonomisk og mentalt i økonomisk uføre. Filmen beskriver en kollektiv krise versus en personlig krise, og oplevelsen af at delene smelter sammen. Historien beskriver et USA med en falleret økonomi i et forvirret mentalt landskab: en virkelighed, hvor musik og venskab alligevel magter at overleve.